# Retamoso
Retamoso är en ort i Spanien.   Den ligger i provinsen Toledo och regionen Kastilien-La Mancha, i den centrala delen av landet, 120 km sydväst om huvudstaden Madrid. Retamoso ligger 609 meter över havet och antalet invånare är 131.
Terrängen runt Retamoso är huvudsakligen platt, men västerut är den kuperad. Terrängen runt Retamoso sluttar norrut. Runt Retamoso är det mycket glesbefolkat, med 7 invånare per kvadratkilometer. Närmaste större samhälle är Los Navalmorales, 9,9 km öster om Retamoso. Omgivningarna runt Retamoso är i huvudsak ett öppet busklandskap.